# Marta García

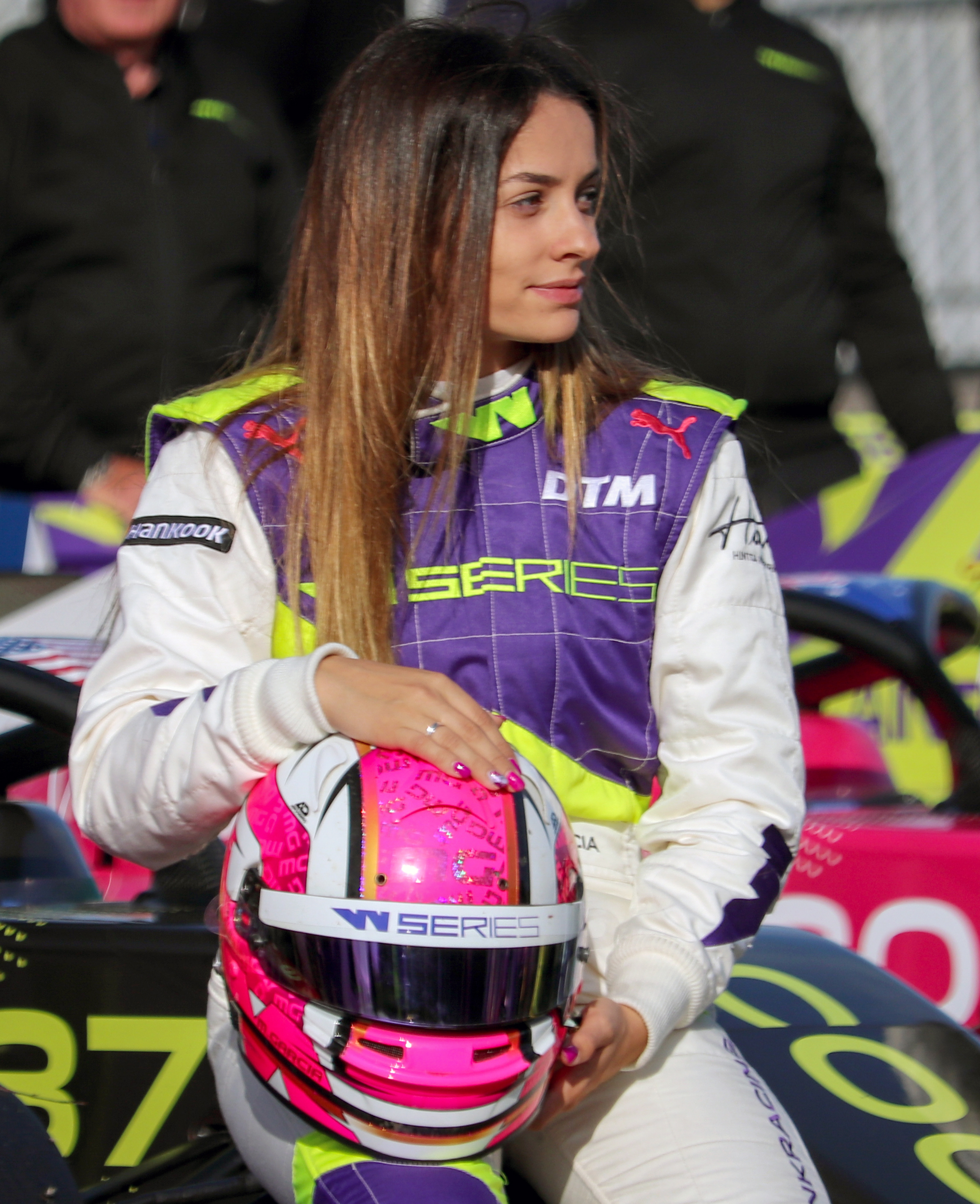
Marta García 2019

Marta García López (Dénia, 9 augustus 2000) is een Spaans autocoureur. In 2023 werd zij de eerste kampioen van de F1 Academy.

## Carrière
García begon haar autosportcarrière in het karting in 2011. Zij won veel regionale en nationale kampioenschappen. In 2015 behaalde zij ook twee internationale overwinningen in de Trofeo Industrie en de CIK-FIA Karting Academy Trophy.
In 2016 maakte García, na opnieuw enkele kampioenschappen in het karting te hebben gereden, de overstap naar het formuleracing, waarin zij haar Formule 4-debuut maakte in het Spaanse Formule 4-kampioenschap bij het team Drivex. Zij reed enkel in de laatste vier raceweekenden, waardoor ze niet in aanmerking kwam voor kampioenschapspunten. Haar beste klasseringen waren vijf vijfde plaatsen.
In 2017 reed García een volledig seizoen in de Spaanse Formule 4 voor het team MP Motorsport. Tevens werd zij opgenomen in de Renault Sport Academy, het opleidingsprogramma van het Formule 1-team van Renault. Met een vijfde plaats op het Circuito Permanente de Jerez als beste resultaat werd zij negende in het kampioenschap met 70 punten. Tevens reed ze in een raceweekend van het SMP Formule 4-kampioenschap op de Moscow Raceway voor MP. In de derde race eindigde zij als zesde, wat haar acht kampioenschapspunten opleverde. Hierdoor eindigde zij op de zeventiende plaats in het klassement.
In 2018 keerde García terug naar het karting nadat zij niet meer werd opgenomen in de Renault Sport Academy. In de KZ2-klasse van het CIK-FIA European Championship werd zij 57e in de eindstand. In 2019 keerde zij terug in het formuleracing. Zij werd geselecteerd als een van de achttien coureurs in het eerste seizoen van de W Series, een kampioenschap waarin enkel vrouwen uitkomen. In de eerste race op de Hockenheimring behaalde zij met een derde plaats haar eerste podiumfinish in deze klasse, voordat zij op de Norisring de pole position behaalde en haar eerste race won. Met 66 punten werd zij achter Jamie Chadwick, Beitske Visser en Alice Powell vierde in de eindstand.
In 2020 ging de W Series niet door vanwege de maatregelen rondom de coronapandemie, waardoor García geen races reed. In 2021 kwam zij voor het team Puma W Series Team uit in het tweede seizoen van de klasse. Zij behaalde een podiumplaats op het Circuit de Spa-Francorchamps, maar eindigde in de rest van het seizoen slechts een keer in de top 10. Met 21 punten zakte zij naar de twaalfde plaats in het klassement.
In 2022 reed García in de W Series voor het team CortDAO W Series Team. Zij behaalde vijf top 10-resultaten, waaronder een podiumplaats in de laatste race op het Marina Bay Street Circuit. Met 45 punten werd zij zesde in het kampioenschap.
In 2023 stapte García over naar de F1 Academy, een nieuwe klasse voor vrouwen die door de Formule 1 wordt georganiseerd, waarin zij voor Prema Racing reed. Tijdens het seizoen behaalde zij zeven overwinningen: twee op de Red Bull Ring en het Circuit Paul Ricard en een op het Circuit Ricardo Tormo Valencia, het Autodromo Nazionale Monza en het Circuit of the Americas. Na deze laatste overwinning tijdens het laatste raceweekend van het seizoen werd zij gekroond tot kampioen in de klasse.